# 쥘 로맹

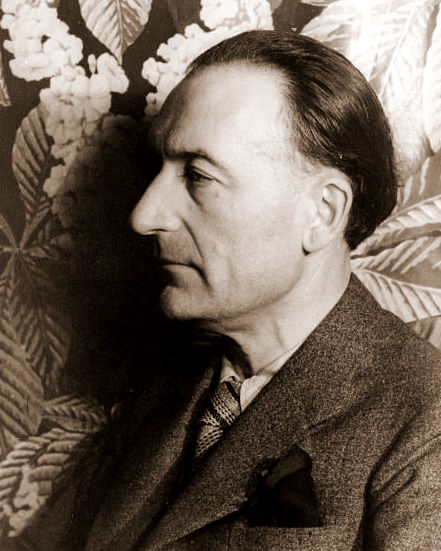

쥘 로맹 (Jules Romains, 1885년 8월 26일 ~ 1972년 8월 14일) 은 프랑스의 극작가이자 소설가이다. 본명은 루이 앙리 장 파리굴 (Louis Henri Jean Farigoule).

## 생애
남프랑스의 작은 도시에서 태어났으나 어릴 때부터 파리에서 자라 고등사범학교에서 철학을 수학하고, 위나니미스트에 가입하여 시작(詩作)의 길로 들어섰다. 1911년에 처녀희곡이 오데온 극장에서 앙드레 앙투안에 의해 상연되었고, 제2작 <크로메델 르 뷰이유 마을>이 자크 코포에 의해 뷰 콜롱비에의 무대에서 상연되었다. 그러나 로망을 극작가로서 성공시킨 것은 루이 주베에 의한 <크노크>의 상연과 이를 전후하여 호평을 얻은 <토로아데크씨의 방탕> <토로아데크씨의 결혼> <도노고 톤카> 등의 연작(連作)이다. 그 후 대하소설 <선의의 사람들>의 완성을 위해 극계(劇界)에서 멀어졌으나, 전후에도 <기원 1천년> 등의 작품이 있다. 그의 희곡은 명랑한 풍자와 지적인 유머에 뛰어나고, 경묘한 문명비판의 구실도 하고 있다.

## 업적
고등사범학교 재학 중 뒤아멜, 샤를 빌드락과 함께 "아베이"파의 문학 협동체에 참가, 위나니미즘 (Unanimisme, 일체주의) 이라 칭하는 문학이론을 실작(實作)에 의하여 제창하였다.
이것은 개인과 사회의 분열을 극복하기 위한 로맹의 독특한 이론으로 작게는 가족으로부터 크게는 사회에 이르는 초개인적 집단이 무수한 개인을 총체로 통일하는 현상에 문학의 참다운 대상이 있다고 하는 주장이다.

## 발표작
3부작 《프시케》(1921 ~ 1929) 와 14년간의 정력을 쏟은 장편 《선의의 사람들》(1932 ~ 1946) 이 대표작이다. 특히 후자는 19세기 초엽 프랑스 및 유럽 사회의 대벽화 (大壁畵) 가 되고 있다.